# Val-au-Perche
Val-au-Perche is een gemeente in het Franse departement Orne (regio Normandië). De plaats maakt deel uit van het arrondissement Mortagne-au-Perche. Val-au-Perche is op 1 januari 2016 ontstaan door de fusie van de gemeenten Gémages, L'Hermitière, Mâle, La Rouge, Saint-Agnan-sur-Erre en Le Theil. De gemeente telde 3.324 inwoners op 1 januari 2022.

## Geografie
De oppervlakte van Val-au-Perche bedroeg op 1 januari 2022 63,26 vierkante kilometer; de bevolkingsdichtheid was toen 52,5 inwoners per km².

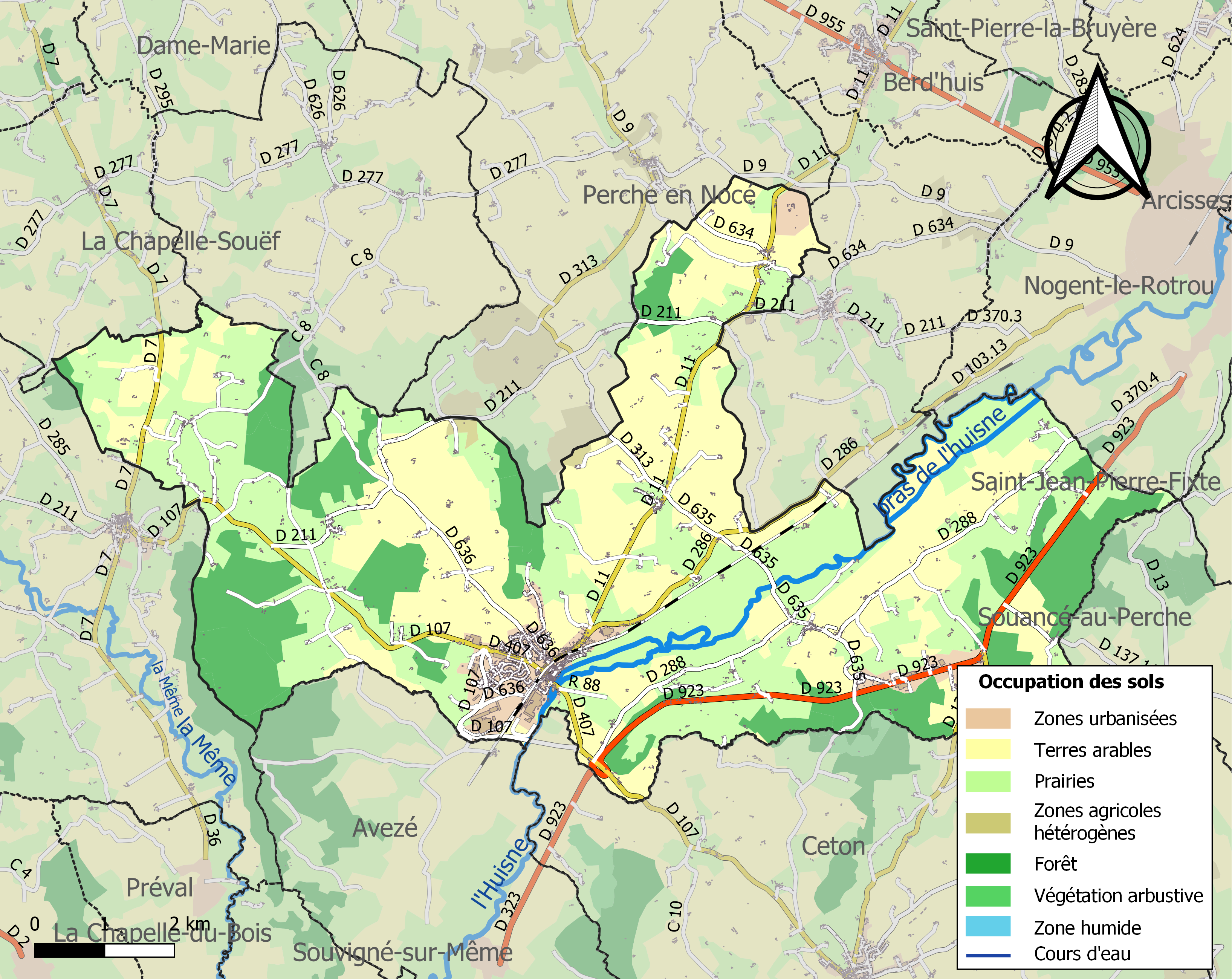
Kaart van de gemeente met belangrijkste infrastructuur, bodemgebruik en omliggende gemeenten